# سعد بن ظفر
سعد بن ظفر ولد 10 نوفمبر 1986، لاعب كريكت دولي باكستاني وهو يمثل منتخب كندا في لعبة الكريكيت الدولية وهو حاليًا قائد المنتخب الكندي للرجال. يؤدي سعد دور اللاعب الشامل. إنه ضارب أعسر ولاعب كرة قدم أرثوذكسي بطيء بذراعه اليسرى.
يحمل سعد الرقم القياسي العالمي لإكمال حصته القصوى من المبالغ الزائدة (4 مرات في مباراة أكثر من 20) دون التنازل عن شوط في مباراة T20I للرجال وحصل على المركز السابع في أول رمية زائدة في مسيرة T20I.